# 心応寺
心応寺（しんのうじ）は、埼玉県飯能市にある曹洞宗の寺院である。旧字体では心應寺と書く。山号は万寿山。境内に弁才天を祀る神社がある。
本尊は釈迦如来像。他、地蔵菩薩、千手観音等。

## 歴史
この寺の創建年代については不詳であるが、嘉禎4年（1238年）の板碑（飯能市最古）があることから、鎌倉時代の草創といわれている。
開基は加治貞継、応永3年（1396年）没。約200年後の天正年間に（1573年 - 1591年）に能仁寺の材室天良が開山。慶応4年（1868年）の明治維新の飯能戦争（戊辰戦争）の際、広渡寺、観音寺などと共に振武軍（幕府軍）が立てこもった寺の一つ。
また明治時代まで、飯能市原町から八幡町は真能寺村という村だったが、この寺の名前からついたといわれる。

## 文化財
- 弁天宮裏神木老松（マツ）
- 至徳年間（1384年 - 1386年）の写経

## 行事
- 3月　彼岸会
- 4月14日　弁財天大祭
- 8月15日　大施餓鬼会
- 9月　彼岸会

## 飯能弁財天
境内の南東に池がある。池の中の島に朱塗りの弁財天宮が建てられており、飯能弁財天と呼ばれている。
文暦年間（1233年 - 1235年）に行脚の僧、萬寿達道が弁天地蔵を祀ったのが草創といわれている。